# كينتو كاتو
كينتو كاتو (باليابانية: 加藤 健人) (24 سبتمبر 1995 في أوكاياما في اليابان – )؛ هو لاعب كرة قدم ياباني سابق كان يلعب كلاعب وسط.

## وصلات خارجية
- كينتو كاتو على موقع رابطة كرة القدم اليابانية للمحترفين (اليابانية)
- كينتو كاتو على موقع قاعدة بيانات كرة القدم.إي يو (الإنجليزية)
- كينتو كاتو على موقع Soccerway.com (الإنجليزية)
- كينتو كاتو على موقع عالم كرة القدم.نت (الإنجليزية)